# نیک‌پی (تربت جام)
نیک‌پی (تربت جام)، روستایی از توابع بخش مرکزی شهرستان تربت جام در استان خراسان رضوی ایران است.

## جمعیت
این روستا در دهستان میان‌جام قرار دارد و براساس سرشماری مرکز آمار ایران در سال ۱۳۸۵، جمعیت آن ۲۳۲ نفر (۵۹خانوار) بوده‌است.